# Louis Ferdinand Elle il vecchio

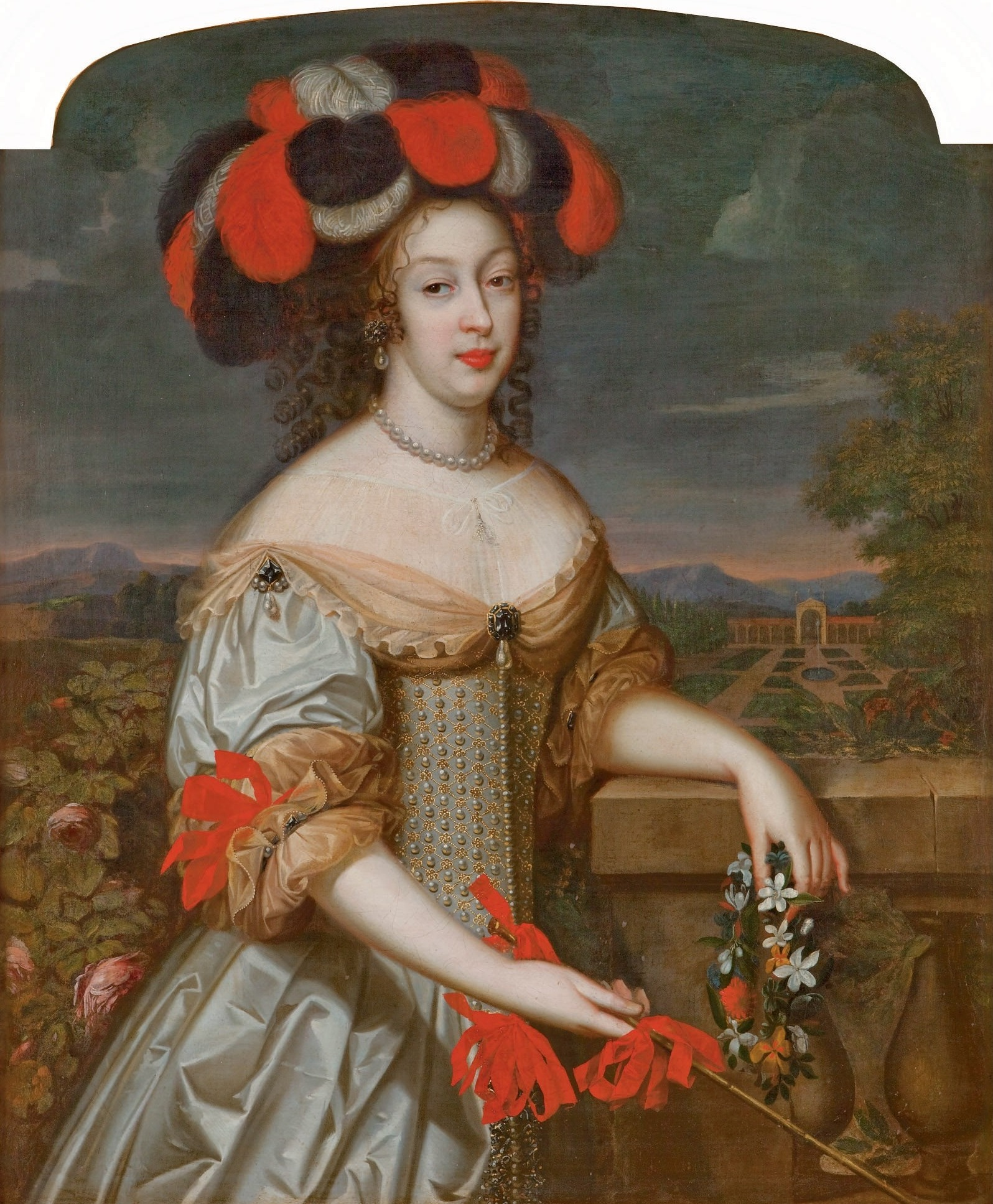
La Grande Mademoiselle

Louis Ferdinand Elle detto Luigi il vecchio, dit Louis le Vieux, (Parigi, 1612 – Parigi, 1689) è stato un pittore francese.

## Biografia
Figlio di Ferdinand Elle, ne seguì le orme e divenne famoso soprattutto per i ritratti, tra i quali vanno ricordati quelli di Thomas Regnaudin, ora al Louvre di Parigi, e di François d'Epinay, al Museo di Belle Arti di Reims.
Anche il figlio Louis divenne un celebre pittore.